# Kawasaki Ki-100
Il Kawasaki Ki-100  (川崎 キ100 ?,  Kawasaki ki hyaku), indicato anche, in base a diversa convenzione, Aereo da caccia Tipo 5 (五式戦闘機?, Go-shiki sentōki), fu un aereo da caccia monomotore, monoplano ad ala bassa sviluppato dall'azienda giapponese Kawasaki Kokuki Kogyo, la divisione aeronautica della Kawasaki Heavy Industries, durante la prima metà degli anni quaranta.
Derivato dal precedente Ki-61 equipaggiato con un motore dodici cilindri a V rovesciato, se ne distingueva principalmente per l'adozione di una motorizzazione dalla diversa architettura, un motore radiale, primo modello ad adottare questa tipologia tra quelli prodotti dall'azienda. Introdotto per dotare i reparti da difesa aerea della Dai-Nippon Teikoku Rikugun Kōkū Hombu, la componente aerea dell'Esercito imperiale giapponese, di un velivolo in grado di intercettare i bombardieri Boeing B-29 Superfortress che la statunitense USAAF inviava sul territorio giapponese, venne prodotto in un numero limitato a causa del termine della seconda guerra mondiale e benché possa essere considerato tra i migliori mezzi aerei a disposizione dei reparti nipponici, pur singolarmente efficace non riuscì a dare un significativo contributo alle sorti del conflitto.

## Storia del progetto
Tra i caccia di produzione giapponese ancora efficaci presenti in linea a metà del 1944 vi era il Kawasaki Ki-61 Hien, l'ultimo equipaggiato con motore raffreddato a liquido ed unico tra i modelli a disposizione dell'intera aviazione militare nipponica durante la Seconda guerra mondiale. Questo era dovuto alla scelta di dotare i propri mezzi aerei di un motore radiale raffreddato ad aria, ritenuto più vantaggioso in quanto mancante dell'impianto di raffreddamento necessario e quindi potenzialmente più leggero a parità di potenza espressa, nonché meno vulnerabile ad attacchi nemici grazie alla capacità di tali propulsori di rimanere in funzione anche dopo aver perso la funzionalità di uno o più cilindri, consentendo, almeno in teoria, al pilota di cercare il ritorno alla base utile, oltre all'ovvietà di sopravvivere, evitando il rimpiazzo di personale e armamenti con comprensibili vantaggi nella gestione del conflitto.
Il Ki-61 era motorizzato con un Kawasaki Ha-40, versione nazionale e leggermente evoluta del tedesco Daimler-Benz DB 601 prodotto su licenza, e che conferiva al modello un'impostazione più simile alle specifiche dei pari ruolo di concezione occidentale basati più sulle prestazioni in velocità e capacità di raggiungere quota nel più breve tempo possibile che nella manovrabilità e raggio d'azione.
Con l'introduzione di modelli sempre più efficienti a disposizione degli alleati nel teatro del teatro del Pacifico si avviò lo sviluppo di una versione più prestazionale, indicata Ki-61-II e poi Ki-61-II-Kai, adattando alla cellula il nuovo motore Kawasaki Ha-140 dalla stessa architettura 12 cilindri a V rovesciata capace di 1 500 hp (1 120 kW) e che nelle aspettative avrebbe garantito un salto qualitativo rispetto al Ki-61-I-Kai, tuttavia il maggior peso del nuovo propulsore, pur nel miglioramento generale, vanificò le speranze consentendo il raggiungimento dei 610 km/h, solo 20 km/h rispetto alla precedente versione. Inoltre il nuovo motore si dimostrò carente in affidabilità, influenzando negativamente la produzione non in grado di eguagliare le cellule del Ki-61 già completate, situazione che si andò progressivamente ad aggravare per il degrado della qualità costruttiva delle singole unità, tanto che molti dei motori pronti per l'installazione vennero restituiti. Un'alternativa fu lo sviluppo parallelo di un nuovo supermotore, il Kawasaki Ha-201, in pratica due Ha-40 collegati in tandem, che per le dimensioni avviò il progetto anche di un caccia derivato, il Kawasaki Ki-64. Il programma, avviato già nel dicembre 1943, venne comunque annullato a metà del 1944 senza che non ne fosse stato realizzato nemmeno un prototipo.
Nel frattempo le missioni di bombardamento strategico operate dall'United States Army Air Forces sulle isole giapponesi si fecero sempre più frequenti e la necessità di dotarsi di efficaci caccia intercettori fu pressante, di conseguenza il quartier generale dell'esercito imperiale ordinò di rimotorizzare il modello con un radiale di pari potenza, il Mitsubishi Ha-112, designazione assegnata dall'esercito alla versione Kinsei 60. La raccomandazione si tramutò infine in impellente necessità quando, il 19 gennaio 1945, uno dei raid statunitensi riuscì a distruggere gli impianti di produzione del Ha-140.
Rispetto al Ha-40, il motore Ha-112 risultava più affidabile e, pur sviluppando la stessa potenza, più leggero di circa 54 kg con il vantaggio di risultare più affidabile, era però necessario, dati i diversi ingombri, avviare uno studio per abbinare efficacemente la cellula al diverso motore. A questo scopo venne importato un Focke-Wulf Fw 190, esempio di velivolo dove l'operazione di dotare un ampio motore radiale su una stretta fusoliera aveva dato ottimi risultati, quindi acquisite tre cellule di Ki-61-II-Kai per essere adattate al Ha-112 e servire come prototipi del nuovo modello. Lo sviluppo venne affidato a un gruppo di lavoro la cui direzione venne affidata all'ingegnere Takeo Doi, con la collaborazione dell'assistente Makato Owada e di Tomio Oguchi, responsabile della divisione motoristica Kawasaki di Kakamigahara. Ognuno propose una diversa soluzione tecnologica per risolvere il problema ed alla fine prevalse l'idea di realizzare una carenatura esterna da inchiodare alla fusoliera per raccordare efficacemente la superficie dietro le alette di raffreddamento regolabili e i collettori di scarico multipli che uscivano dalla cofanatura al fine di lasciare il più omogeneo possibile il flusso d'aria.
Facendo un confronto con le esperienze tedesche e sovietiche, l'equivalente del Lavochkin La-5 e del Focke-Wulf Fw 190 dimostrò che i propulsori radiali a doppia stella, una volta risolti i problemi di raffreddamento, erano più che mai competitivi con i lineari, con una velocità un poco inferiore compensata da una maggiore affidabilità.

### Ultimo sviluppo
Sebbene il Ki-100 fosse un eccellente velivolo tra gli 0 e i 7.000 metri ed oltre, restava insufficiente contro le incursioni in quota degli americani. Venne tentato un rimedio anche a questo: il Ki-100-II venne ideato con un potente turbocompressore che avrebbe dovuto rendere possibile quasi 600 km/h a 10.000 metri, ma solo tre macchine prototipo vennero prodotte prima della fine.

## Tecnica
Il principale tipo d'innovazione di questo aereo era il motore, diverso dal precedente, e che dava di conseguenza diverse caratteristiche complessive, sostanzialmente migliori. Il Ki-100 disponeva della stessa cellula del Ki-61-II, cosa non sorprendente vista la disponibilità di quasi 300 di tali velivoli rimasti incompleti.
Il motore era capace di offrire ben 1.500 cavalli, 100 in più del precedente, con una riduzione di peso di ben 270 chili in aggiunta. Nonostante questo, la velocità massima era inferiore di almeno 20 km/h. E questo dà l'idea della differenza dell'aerodinamica di un velivolo radiale rispetto a quello motorizzato in maniera lineare. La macchina rimaneva comunque migliore in tutti gli aspetti, nell'affidabilità, nella maneggevolezza.
Il motore era assolutamente affidabile, di facile manutenzione, ed offriva un'ottima potenza rispetto al peso. Per il resto, l'aereo era un velivolo dotato di ampia ala di pianta trapezoidale, molto affusolato, con circa 600 litri di carburante che assicuravano un'autonomia leggermente inferiore dato il maggiore consumo, e quattro mitragliatrici sistemate nel muso e nelle ali. Il carrello d'atterraggio era retrattile in ogni componente.

## Impiego operativo
Il nuovo aeroplano fece il suo debutto operativo nella primavera del 1945. Il suo unico problema, non da poco conto, era che non aveva potenza sufficiente per intercettare in quota i B-29, ma sotto i 7 000 metri si comportava molto bene, aveva una grande agilità e robustezza. Non solo, ma a differenza del Nakajima Ki-84 Hayate, era molto affidabile in ogni aspetto della componentistica, cosa che lo rendeva popolare nei reparti di prima linea.
Il nuovo aereo era più lento dell'Hayate ma molto più affidabile, e molti osservatori lo giudicarono il migliore dei caccia operanti nel Pacifico. Il successo portò alla produzione di un ulteriore modello, il Ki-100b, caratterizzato dal ribassamento della fusoliera, pensato per un Ki-61 III, che gli diede una migliore visibilità dall'abitacolo. Questo non fece altro che migliorare ancora le sue prestazioni, ma solo un centinaio di esemplari vennero completati; era davvero troppo tardi per le sorti del Giappone, in caso diverso sarebbe stato un velivolo quantomeno all'altezza dei migliori avversari ed affidabile al tempo stesso.

### La battaglia di Okinawa
Il caccia Ki-100 venne usato nella difesa aerea del paese, ma anche sopra Okinawa, durante gli sbarchi americani. In un famoso incontro, furono dichiarati 14 F6F Hellcat abbattuti senza perdite, o così si è ripetuto per molto tempo, anche se ci sono dubbi su come siano andate davvero le cose. Le ricerche eseguite da Joe Brennan hanno evidenziato una realtà ben diversa. I giapponesi dichiararono di aver abbattuto 12 Hellcat, ma subirono anche 2 perdite. La propaganda giapponese fece un errore e considerò che tutti i caccia distrutti fossero statunitensi, anche le due perdite subite. In realtà, i documenti americani dimostrarono la perdita di soli 2 aerei. Quindi, sebbene fosse un risultato rimarchevole, non vi fu nulla di eclatante come il 14 a 0 dichiarato dalla propaganda giapponese e riportato da moltissimi autori del dopoguerra, soprattutto perché non c'erano interessi nell'investigare i documenti storici che pure dovrebbero aver tenuto conto di una tale perdita (un intero squadrone) tra le file statunitensi.

## Versioni
Ki-100
prototipo, cellula del Kawasaki Ki-61 II KAI equipaggiata con un motore radiale, realizzato in tre esemplari.
Ki-100 I-Ko (Ia)
prima versione di produzione in serie basata sul Ki-61 II KAI, identificata anche con la designazione "lunga" "caccia per l'esercito tipo 5", realizzata in 271 esemplari.
Ki-100 I-Otsu (Ib)
versione modificata nella parte dorsale e che adottava un nuovo tettuccio che permetteva una migliore visuale posteriore, realizzato in 118 esemplari.
Ki-100 II
versione equipaggiata con un motore Mitsubishi Ha-112-II Ru dotato di turbocompressore, in grado di sviluppare una potenza pari a 1 500 hp (1,120 kW), realizzato in tre esemplari e rimasto allo stadio di prototipo.
- Produzione totale: 395 esemplari.[1]

## Utilizzatori
Giappone
- Dai-Nippon Teikoku Rikugun Kōkū Hombu

### Pubblicazioni
- "The Last Swallow of Summer...The Extraordinary Story of the Ki-100" (in inglese) Air International, October 1976, Volume 11, Number 4, pp. 185–191. Bromley, UK: Fine Scroll.
- Januszewski, Tadeusz and Adam Jarski. Kawasaki Ki-61 Hien, Monografie Lotnicze 5 (in polacco). Gdańsk, Poland: AJ-Press, 1992. ISSN 0867-7867.
- Picarella, Giuseppe. "Database: Kawasaki Ki-100. Article, scale drawings and cutaway." (in inglese) Aeroplane magazine, Volume 33, No 11, Issue No 391, November 2005. London: IPC Media Ltd.